# 大潭郊野公園（鰂魚涌擴建部份）

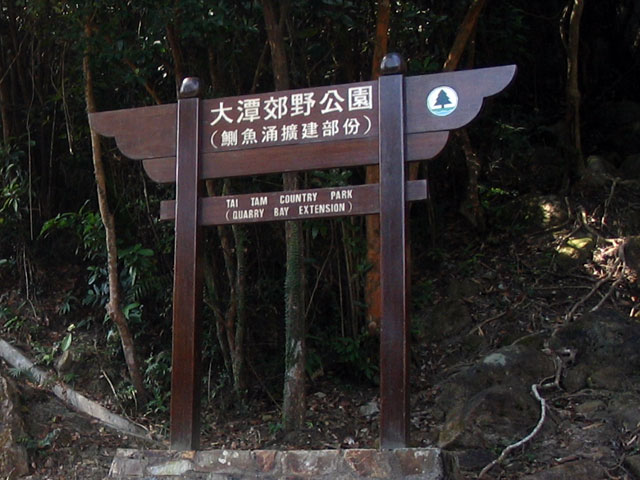
大潭郊野公園（鰂魚涌擴建部份）柏架山道入口

大潭郊野公園（鰂魚涌擴建部份）（英語：Tai Tam Country Park (Quarry Bay Extension)），或稱大潭（鰂魚涌擴建部份）郊野公園，簡稱鰂魚涌郊野公園，是香港的一個郊野公園，該地原屬太古洋行所有，佔地達270公頃。公園於1979年9月21日正式劃定。

## 地理
大潭郊野公園（鰂魚涌擴建部份）位於香港島東區，佔地達270公頃，南邊連接大潭郊野公園並為其擴建部份，但被劃為兩個郊野公園管理。公園範圍包括柏架山一帶。由於接近筲箕灣、太古城和西灣河等住宅區，故成為晨運客喜愛的晨運勝地，是一個人流較高的郊野公園。
郊野公園的正式入口應該是從鰂魚涌市政大廈旁的柏架山道進入，但自從康怡花園及康景花園興建，為遊人開闢了一條從基利路經引水道，而且較易行走的通道進入郊野公園，原來的入口變得較少人使用。該路段亦是衛奕信徑第2段的最後一段「太古段」，由郊野公園內的「大爐灶」到太古站。

## 特色

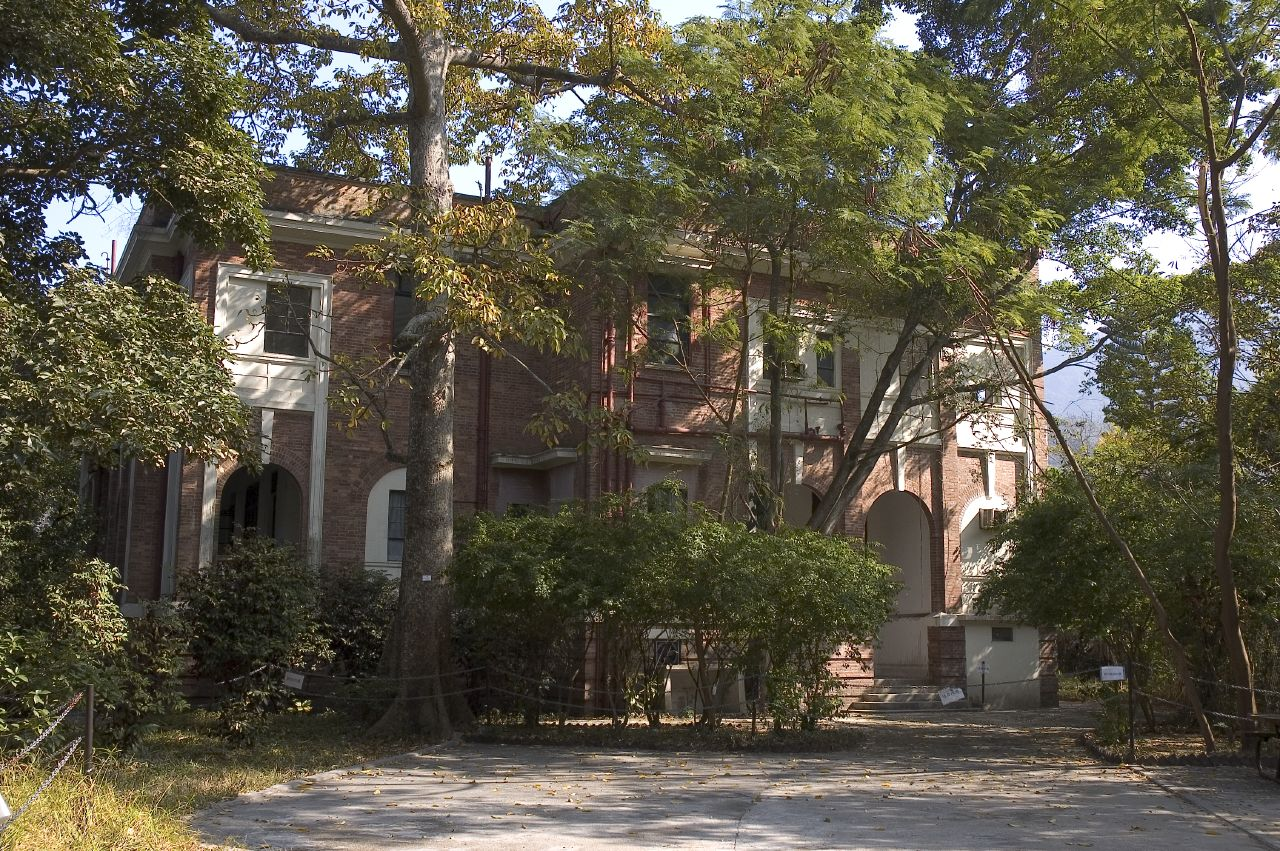
林邊樓（一座位於柏架山道旁、郊野公園邊界的紅磚屋）

- 戰時遺蹟：大爐灶、糧倉（已於主權移交後拆卸，以免非法入境者匿藏）、瀑布多。

## 郊遊徑
- 衛奕信徑第2段：陽明山莊至太古港鐵站
- 港島徑第5至6段
- 鰂魚涌樹木研習徑
- 康柏郊遊徑

## 站外連結
- 漁農自然護理署 大潭（鰂魚涌擴建部份）（页面存档备份，存于）